# Фред Колстон
Фред Колстон (англ. Fred Colston; 25 січня 1884 — 19 листопада 1918) — колишній американський тенісист.
Найвищим досягненням на турнірах Великого шолома був півфінал в одиночному розряді.

## Кар'єра

### Часова шкала результатів на турнірах Великого шлему
| W | Ф | ПФ | ЧФ | #Р | КТ | К# | DNQ | A | NH |

| Турнір                                 | 1904 | 1905 | 1906 | 1907 | 1908 | 1909 | 1910 | 1911 | 1912 | 1913 |
| -------------------------------------- | ---- | ---- | ---- | ---- | ---- | ---- | ---- | ---- | ---- | ---- |
| Відкритий чемпіонат Австралії з тенісу | NH   |      |      |      |      |      |      |      |      |      |
| Вімблдонський турнір                   |      |      |      |      |      |      |      |      |      |      |
| Відкритий чемпіонат США з тенісу       | 1р   | 2р   | 2р   | 2р   |      | 4р   | ПФ   |      | К1р  | 1р   |